# Mamadou Saliou Sow
Pour les articles homonymes, voir Sow.
Mamadou Saliou Sow est un député et homme politique guinéen.
Député à l'Assemblée nationale, élu le 22 avril 2020 jusqu'au 5 septembre 2021.

## Biographie
Il est président de l'Association des élèves et étudiants musulmans de Guinée de 2003 à 2005[réf. souhaitée].

## Parcours politique
Il est membre de nouvelles forces démocratiques (NFD), de l'ancien député à l’assemblée nationale et ancien ministre Mouctar Diallo, président du parti NFD.
Député aux comptes du NFD aux élections législatives du 22 mars 2020,, il est membre de la commission santé jeunesse-sport art et culture le 22 avril 2020 jusqu'au 5 septembre 2021.